# ويلو باي
ويلو باي (بالإنجليزية: Willow Bay) هي مقدمة تلفزيونية وعارضة وصحفية أمريكية، ولدت في 28 ديسمبر 1963 في نيويورك في الولايات المتحدة.

## وصلات خارجية
- ويلو باي على موقع IMDb (الإنجليزية)
- ويلو باي على موقع قاعدة بيانات الفيلم (الإنجليزية)